# Matthew Ryan (cavaliere)
Matthew Morgan Ryan (3 giugno 1964) è un cavaliere australiano.
Ha vinto tre medaglie olimpiche nell'equitazione, tutte d'oro: due alle Olimpiadi 1992 svoltesi a Barcellona, nella gara di concorso completo individuale e nel completo a squadre e una alle Olimpiadi di Sydney 2000 nella gara di completo a squadre.